# Via dei Serbi di Roncone
La via dei Serbi di Roncone, comune trentino dell'Alta Valle del Chiese dal 2016 confluito nel comune di Sella Giudicarie, è una vecchia strada militare costruita durante la prima guerra mondiale dai prigionieri di guerra russi e serbi.

## Tracciato

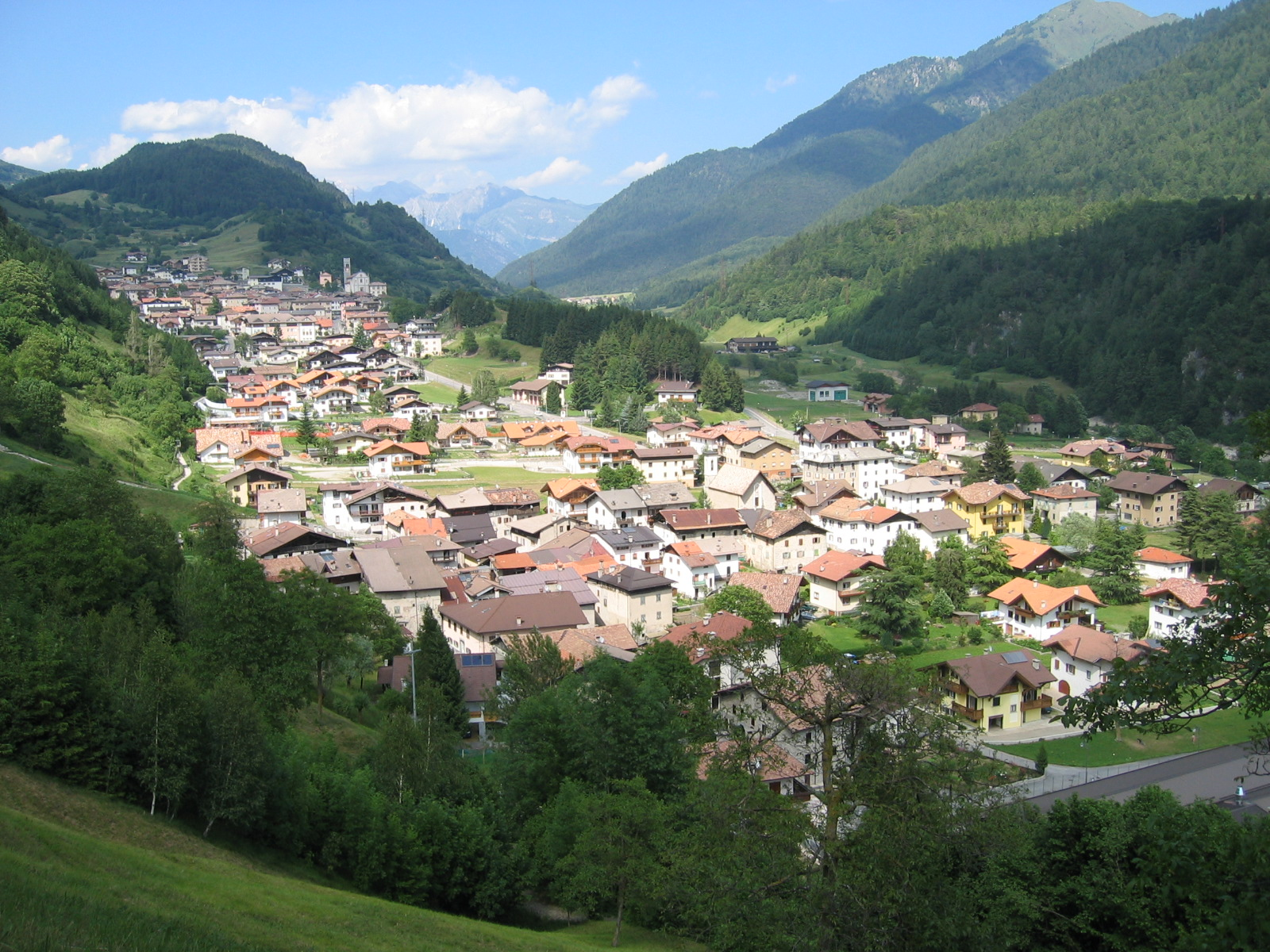
Veduta di Roncone (Trento)

La strada carrozzabile portava da Roncone al Doss dei Morti (m 2183) attraverso la valle di Bondone. Permetteva perciò di raggiungere Bondone e le malghe comunali sovrastanti Roncone, tra cui malga Avalina e malga Stabol Fresc.

## Storia
La via dei Serbi venne costruita da prigionieri serbi e russi, arrivati a Bondo e in parte a Roncone nell'autunno del 1916. I lavori iniziarono nell'inverno tra il 1916 e il 1917, un inverno particolarmente rigido in tutte le regioni alpine, caratterizzato anche in questa valle da nevicate abbondanti e temperature molto basse, dai 10 ai 20 gradi sotto lo zero. La costruzione terminò nella primavera del 1918.
Al termine della guerra il tracciato originario venne modificato perché i proprietari dei campi, in precedenza espropriati per la costruzione della strada, cercarono di recuperarli per il pascolo, almeno in parte. In questa zona risultano censiti con il nome "Via dei Serbi" due differenti percorsi, una strada forestale sui 1200 m che porta alla malga Avalina, e una seconda strada (detta Via da Plaz) che segue la vecchia strada militare costruita dai prigionieri serbi.

## Descrizione
Era una strada tecnicamente perfetta nella sua ideazione e costruzione, realizzata da ingegneri militari specializzati. Le cordonature erano solidissime, il sottofondo lastronato e ricoperto di materiale legante levigato. La sua pendenza dolce e regolare era dovuta agli ampi tornanti che la rendevano adatta ai più diversi mezzi di trasporto. Era dotata inoltre di ampie cunette e frequenti canaletti di scolo con relativi tombini. Era quindi una strada benfatta, comoda e praticabile con qualunque mezzo.

## I prigionieri
Il numero complessivo dei prigionieri impegnati nella realizzazione della strada non è certo; nel 1916 risultavano presenti a Roncone 128 prigionieri impiegati in cantieri stradali. I prigionieri erano stati sistemati in tre accampamenti, in parte in paese nella frazione di "Tagné", in parte lungo la strada in costruzione nella località "Ca' della Madonna" e i restanti alle baite di Bondone. All'arrivo in paese si erano presentati come uomini giovani, robusti e di bell'aspetto. Tuttavia le condizioni di lavoro erano disumane, vivevano in condizioni pietose ed erano costretti a lavorare per lunghi turni massacranti. Indossavano vecchie uniformi usate, sporche e pidocchiose; dormivano in gelide baracche, senza neanche paglia per il letto. Il cibo era scarsissimo e di qualità scadente, tanto che molti prigionieri morivano di fame, oltre che di malattie e stenti.
Miseria e digiuno erano una condizione costante per queste masse di prigionieri definiti "russi", ma in realtà provenienti da diverse aree del fronte orientale della guerra e portati a migliaia sul fronte alpino come bottino di guerra; la loro destinazione era essere impiegati nei lavori agricoli, nelle fortificazioni, nell'edilizia, nella costruzione di strade, ferrovie, teleferiche. Le loro condizioni di lavoro erano vicine alla schiavitù, rese più estreme dalle avversità climatiche dei terribili inverni di guerra e dalle privazioni, malattie, fame e angherie inflitte loro nonostante quanto previsto dalla Convenzione dell'Aia del 1907 sul trattamento dei prigionieri di guerra.
I prigionieri che si trovavano negli accampamenti di Bondone e a Ca' della Madonna avevano la possibilità di andare nei prati alla ricerca di erbe commestibili per calmare la fame. Quelli che alloggiavano a Tagné invece, meno fortunati, andavano spesso alla disperata ricerca di pezzi di cinghie o qualsiasi altra cosa da sminuzzare e mettere in bocca per placare la fame. A conferma si può leggere questa testimonianza:
(Donato Perli, Diario p. 122)
Morire di fame e di stenti era perciò all'ordine del giorno e i corpi dei deceduti venivano sotterrati sul luogo oppure venivano fatti trasportare da pattuglie di soldati in punizione fino al cimitero di Roncone dove erano seppelliti in fosse comuni, spesso dopo giorni, dopo essere stati privati degli indumenti e di ogni dignità.
Al termine della costruzione della strada, l'esigua parte di prigionieri sopravvissuta alle malattie, alla fame e ai maltrattamenti, lasciò il paese. Rimase solo un gruppo di prigionieri russi a "Prapìsol" nella valle di Breguzzo. Quest'ultimi spesso tornavano a Roncone in cerca di cibo in cambio di piccoli oggetti di legno intrecciato di vari colori, come croci ortodosse o piccoli animali che gli abitanti usavano come soprammobili.

## La via dei Serbi oggi
Il toponimo Via dei Serbi è censito nel Dizionario toponomastico trentino, insieme a molti altri relativi a eventi o manufatti risalenti alla prima guerra mondiale o ai popoli che ne furono protagonisti. In particolare i numerosi microtoponimi collegati alle popolazioni russe, serbe e bosniache presenti soprattutto in Vallagarina e in Valle del Chiese testimoniano la loro presenza massiccia tra i prigionieri di guerra impiegati nelle costruzioni di grandi opere e di strade.
Oggi il tratto della Via dei Serbi tra Malga Avalina e il Doss dei morti è incluso nel percorso del Sentiero della Pace,, un percorso di 604 km che collega i luoghi della Prima guerra mondiale lungo il tracciato del fronte meridionale, dallo Stelvio alla Marmolada. Nato per iniziativa della Provincia autonoma di Trento nella seconda metà degli anni Ottanta, il progetto vuole mantenere la memoria storica dei tragici eventi della guerra ripercorrendo la linea del fronte e le testimonianze materiali costituite dalle trincee, dai forti, dalle strade, dai tanti manufatti realizzati e dallo stesso territorio montano dove la guerra fu combattuta. La zona della Via del Serbi è inclusa nel secondo tratto del Sentiero della Pace, nel percorso che dal Rifugio Trivena raggiunge Lardaro.